# Challock
Challock is een civil parish in het bestuurlijke gebied Ashford, in het Engelse graafschap Kent met 920 inwoners.